# Kirchenkreis Sonneberg
Der Kirchenkreis Sonneberg ist ein Kirchenkreis der Evangelischen Kirche in Mitteldeutschland mit Sitz in Sonneberg, der zum Bischofssprengel Erfurt gehört. Amtierender Superintendent ist Helmut-Otto Reich.

## Lage und Allgemeines
Der Kirchenkreis Sonneberg liegt im Süden von Thüringen und umfasst die Kirchengemeinden im Landkreis Sonneberg.
Im Kirchenkreis lebten am 31. Dezember 2023 12.573 evangelische Christen, die damit einen Anteil von 23,4 % an der Gesamtbevölkerung hatten.
Das Kreiskirchenamt, das verschiedene Verwaltungsaufgaben wie zum Beispiel die Abwicklung von Bau-, Personal- oder Versicherungsangelegenheiten für mehrere Kirchenkreise übernimmt, befindet sich in Meiningen.

## Pfarrbereiche
Die Kirchengemeinden sind in die 11 Pfarrbereiche Judenbach, Kirchengemeindeverband Am Rennsteig, Neuhaus/Rwg. und Umgebung, Kirchengemeindeverband Frankenblick, Köppelsdorf, Mengersgereuth-Hämmern, Mupperg, Neuhaus-Schierschnitz, Oberlind, Schalkau, Sonneberg und Steinach gegliedert.

## Geschichte und Ausblick
Die Superintendentur Sonneberg lag bis zur Bildung der Evangelischen Kirche in Mitteldeutschland 2009 innerhalb des Aufsichtsbezirkes Süd in der Evangelisch-Lutherischen Kirche in Thüringen, ab dann gehörte der nunmehrige Kirchenkreis Sonneberg zunächst zum Propstsprengel Meiningen-Suhl, seit 2022 ist er dem neugebildeten Bischofssprengel Erfurt angeschlossen.
Als Superintendenten waren von 2005 bis 2018 Wolfgang Krauß und danach bis 2022 Thomas Rau im Amt. Anschließend wurde die Stelle nicht neu ausgeschrieben, es amtiert seitdem Pfarrer Helmut-Otto Reich.
Die vier Kirchenkreise Henneberger Land, Hildburghausen-Eisfeld, Meiningen und Sonneberg planen zum 1. Januar 2026 einen Zusammenschluss zum Kirchenkreis Südthüringen.